# Hvide Volta
Hvide Volta eller Nakambé (fransk: Volta blanche) er hovedstrømmen af Volta-floden, Ghanas hovedvandvej. Hvide Volta dukker op i det nordlige Burkina Faso, løber gennem det nordlige Ghana og munder ud i Voltasøen i Ghana. Den Hvide Voltas vigtigste bifloder er Sorte Volta og Røde Volta.
Hvide Volta er en vigtig drikkevandskilde for mange samfund langs dens bredder og andre, og der er sæsonbestemte oversvømmelser